# Gary Crowton
David Gary Crowton (Orem, Utah, 1957. június 14. –) amerikai amerikaifutball-edző, 2018 és 2021 között a Pine View középiskola támadókoordinátora. Korábban a Georgia Tech Yellow Jackets és a BYU Cougars vezetőedzője volt.
2001-ben elnyerte a Mountain West Conference év edzője díját, 2005-ben pedig jelölték a Broyles-díjra.

## Pályafutása
2001-ben a BYU Cougars vezetőedzője lett; 2004-ben kirúgták. 39 játékból 25-ön legalább harminc pontot szereztek, ezért a játékosok varázslónak becézték.
2018-ban a Pine View középiskola támadókoordinátorának nevezték ki.

## Tanulmányai és családja
1975-ben érettségizett az oremi középiskolában, majd 1983-ban a Brigham Young Egyetemen testnevelés szakos diplomát szerzett. Feleségével, Marennel négy lányuk és három fiuk született. Szerepelt a mormon The R. M. című filmben.

## Eredményei vezetőedzőként
| Év                                       | Eredmény                                 | Eredmény                                 | Helyezés                                 |
| Év                                       | Összesített                              | Konferencia                              | Helyezés                                 |
| Louisiana Tech Bulldogs (NCAA független) | Louisiana Tech Bulldogs (NCAA független) | Louisiana Tech Bulldogs (NCAA független) | Louisiana Tech Bulldogs (NCAA független) |
| ---------------------------------------- | ---------------------------------------- | ---------------------------------------- | ---------------------------------------- |
| 1996                                     | 6–5                                      | –                                        | –                                        |
| 1997                                     | 9–2                                      | –                                        | –                                        |
| 1998                                     | 6–6                                      | –                                        | –                                        |
| Eredmény:                                | 21–13                                    | –                                        | –                                        |
| BYU Cougars (Mountain West Conference)   |                                          |                                          |                                          |
| 2001                                     | 12–2                                     | 7–0                                      | 1.                                       |
| 2002                                     | 5–7                                      | 7–2                                      | 5.                                       |
| 2003                                     | 4–8                                      | 3–4                                      | 6.                                       |
| 2004                                     | 5–6                                      | 4–3                                      | 3.                                       |
| Eredmény:                                | 26–23                                    | 16–12                                    | –                                        |
| Összesen:                                | 47–36                                    | –                                        | –                                        |
| Jelmagyarázat: Konferenciabajnok         |                                          |                                          |                                          |

## Fordítás
- Ez a szócikk részben vagy egészben  a   Gary Crowton című angol Wikipédia-szócikk ezen változatának fordításán alapul.  Az eredeti cikk szerkesztőit annak laptörténete sorolja fel. Ez a jelzés csupán a megfogalmazás eredetét és a szerzői jogokat jelzi, nem szolgál a cikkben szereplő információk forrásmegjelöléseként.